# Кобзар 2015
«Кобзар 2015» — український короткометражний анімаційний фільм 2017 року режисера Богдана Шевченка з Олегом Стальчуком у ролі оповідача, стрічку створено компаніями Укранімафільм і Барабан. Анімаційний фільм заснований на поезії «За байраком байрак…» з циклу «В казематі» Тараса Шевченка. Прем'єра в Україні відбулась 7 травня 2017 року.

## Сюжет
У останній третині XVIII століття гетьман уклав союз з турками, маючи намір з їх допомогою захопити Річ Посполиту. На знак вдячності туркам люди гетьмана гнали цілі села своїх же одноплемінників і продавали їх у рабство до Кафи. В той самий час лідер Січі дізнавшись про це, наказав знайти й покарати зрадників свого народу. Курінні козаки наздогнали три сотні работорговців біля одного хутора, порубали їх на частини, позбавили натільних хрестів і викинули в річку, щоб земля українська не прийняла зрадників.

## Акторський склад
- Олег Стальчук — оповідач

## Знімальна група
- Режисери-постановники: Богдан Шевченко
- Сценаристи: Максим Прасолов
- Художники-постановники: Олександр Чебикін
- Композитори: Антон Байбаков
- Звукорежисери: Кирило Томашевський
- Режисери монтажу: Дмитро Луценко
- Продюсери: Едуард Ахрамович
- Виконавчі продюсери: Євген Татарінов
- Актори озвучування: Олег Стальчук

## Виробництво
Ідея створення анімаційного проєкту на основі творів Тараса Шевченка народилась у Максима Прасолова, сценариста й Олександра Чебикіна, головного художника. Було обрано вірш «За байраком байрак...», оскільки «він найбільш інформативний за зображеннями, композицією, історією. Окрім цього, події, які описано в цьому вірші, дуже актуальні й зараз». Окрім цього, автори планували осучаснити твори класика, подати по-новому, ближче до глядача. Перший тизер вийшов 9 березня, а повноцінний реліз відбувся 7 травня 2017 року. Загальний бюджет становить 913,5 тисяч гривень, з яких Державне агентство України з питань кіно виділило 599,8 тисячі гривень.

## Нагороди
- 2017: 1-ша церемонія вручення «Золотої дзиґи» — номінація «Найкращий композитор»
- 2017: 4-та церемонія вручення Премії Національної спілки кінематографістів України — номінація «Найкращий анімаційний фільм»
- 2017: Київський кінофестиваль «Відкрита Ніч» — диплом «За символізм» у номінації «Анімаційний фільм»